# 14 juli
14 juli is de 195e dag van het jaar (196e dag in een schrikkeljaar) in de gregoriaanse kalender. Hierna volgen nog 170 dagen tot het einde van het jaar.

## Gebeurtenissen
- Algemeen
  - 1966 - Richard Speck vermoordt acht verpleegsters in Chicago.
  - 1987 - Een camping in Le Grand-Bornand wordt tijdens noodweer overspoeld door de buiten haar oevers getreden rivier Borne. 23 mensen komen om het leven.
  - 2010 - Een hevige storm raast over Wallonië en de streek rond Leuven. Op 1 uur tijd worden 20.500 bliksemontladingen gemeten, met pieken tot 526 ontladingen per minuut. In Elsenborn worden rukwinden tot 137 km/h gemeten.
  - 2016 - In Nice rijdt een vrachtwagen in op publiek dat het vuurwerk naar aanleiding van de Franse nationale feestdag heeft bekeken. Er vallen 86 doden. Het blijkt om een aanslag te gaan, die enkele dagen later door Islamitische Staat wordt opgeëist.
  - 2023 - Voor het eerst sinds 1960 staken de acteurs- en scenaristenvakbond in Hollywood tezamen. 160.000 acteurs sluiten zich aan bij de 11.500 scenarioschrijvers, die al sinds 2 mei staken voor betere loon- en arbeidsvoorwaarden en bescherming tegen artificiële intelligentie.[1]
- Oorlog
  - 1954 - De Vietminh verslaat het Franse leger bij de slag om Điện Biên Phủ.
  - 1969 - Salvadoraanse troepen vallen Honduras binnen: het begin van de zesdaagse voetbaloorlog.
  - 1982 - In de vroege ochtend trekken duizenden Iraanse soldaten de grens met Irak over.
- Politiek

Bestorming van de Bastille, 1789

- - 1223 - Lodewijk VIII wordt koning van Frankrijk na het overlijden van zijn vader.
  - 1789 - Het begin van de Franse Revolutie, tijdens het bewind van Lodewijk XVI. Parijzenaars bestormen de Bastille in Parijs en bevrijden zeven politieke gevangenen. Frankrijk wordt, tijdelijk, een republiek.
  - 1889 - Stichting van de Tweede Internationale in Parijs.
  - 1933 - In Duitsland worden alle politieke partijen behalve de NSDAP verboden.
  - 2002 - Tijdens de viering van de nationale feestdag ontkomt Jacques Chirac aan een moordaanslag op zijn leven.
  - 2008 - De Belgische premier Yves Leterme biedt het ontslag van zijn regering aan bij koning Albert II.
  - 2011 - Zuid-Soedan wordt lid van de Verenigde Naties.
- Sport
  - 1916 - Oprichting van de Chileense voetbalclub CD Ferroviarios de Chile.
  - 1937 - Oprichting Hockeyclub 's-Hertogenbosch.
  - 1951 - Eerste Grand Prix-zege van het Formule 1-team van Scuderia Ferrari op het circuit van Silverstone.
  - 1952 - De Hongaarse atleet József Csermák wint de gouden medaille op het onderdeel kogelslingeren bij de Olympische Spelen in Helsinki en zet het wereldrecord op 60,34 meter.
  - 1964 - De Franse wielrenner Jacques Anquetil wint voor de vijfde keer de Ronde van Frankrijk.
  - 1998 - Hardloper Hicham El Guerrouj verbetert in Rome het wereldrecord op de 1500 meter en zet het op 3.26,00.
  - 2002 - De Nederlandse wielrenner Karsten Kroon wint de achtste etappe in de Ronde van Frankrijk van St. Martin-de-Landelles naar Plouay.
  - 2015 - De Russische voetbalbond maakt bekend dat Fabio Capello is opgestapt als bondscoach van het Russisch elftal.
  - 2024 - Spanje wint voor de vierde keer het EK voetbal door in de finale in Berlijn met 2–1 te winnen van Engeland.
- Wetenschap en technologie

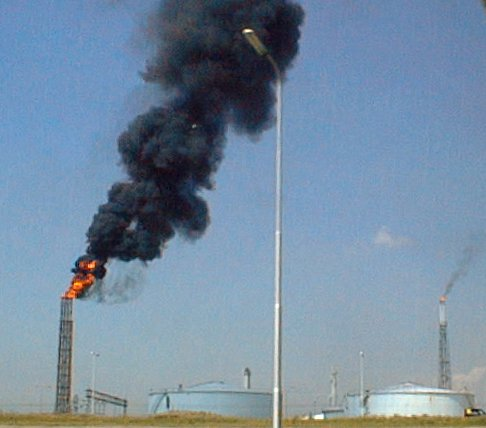
Stroomstoring in Hoogvliet, 2005

- - 1867 - Alfred Nobel geeft de eerste demonstratie van zijn uitvinding: dynamiet.
  - 1949 - Rusland doorbreekt het Amerikaanse monopolie op kernwapens met een atoomexplosie in Siberië.
  - 1960 - Jane Goodall komt aan in het Gombe Stream-Reservaat in het huidige Tanzania om haar beroemde studie van chimpansees in het wild aan te vangen.
  - 1993 - Amerikaanse paleontologen ontdekken in de staat Colorado een nest met dinosaurus-eieren.
  - 2005 - Een stroomstoring in Hoogvliet veroorzaakt het stilvallen van alle bedrijven op de Vondelingenplaat, waaronder de raffinaderijen van Shell.
  - 2015 - Ruimtesonde New Horizons passeert dwergplaneet Pluto op 12 500 km afstand, na te zijn gelanceerd op 19 januari 2006.[2] De reis heeft ruim negen en een half jaar geduurd, ofwel 3 464 dagen. New Horizons is het eerste ruimtevaartuig ooit dat langs de planeet Pluto vliegt.[3]

## Geboren

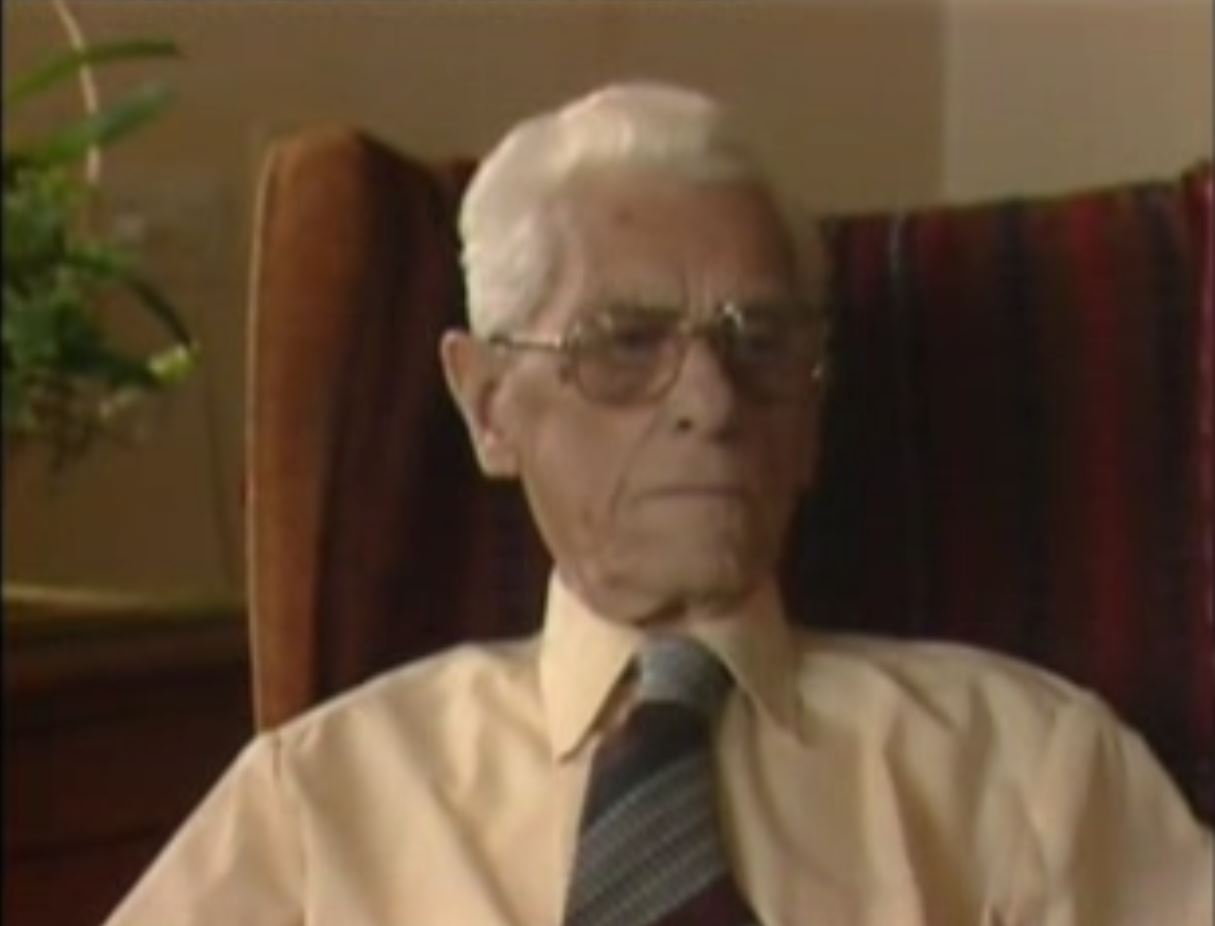
Willem Winkelman,
geboren in 1887

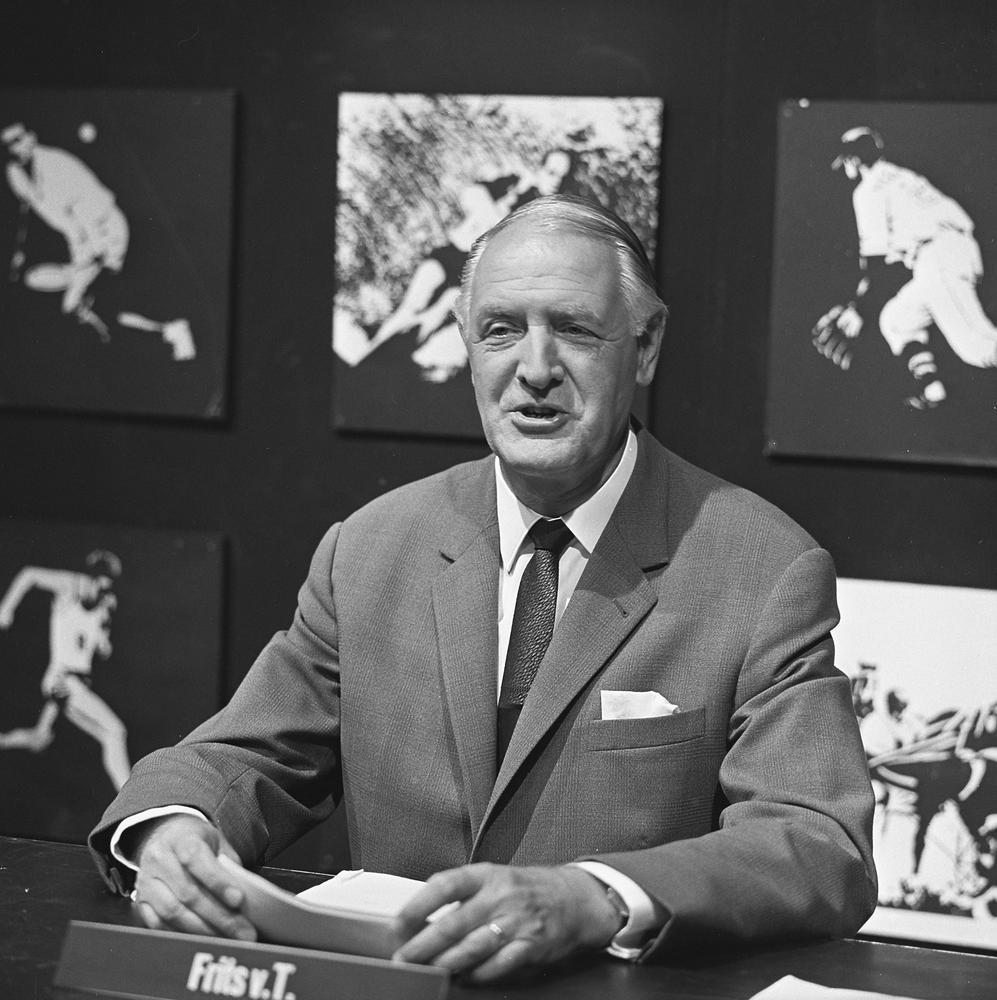
Frits van Turenhout,
geboren in 1913

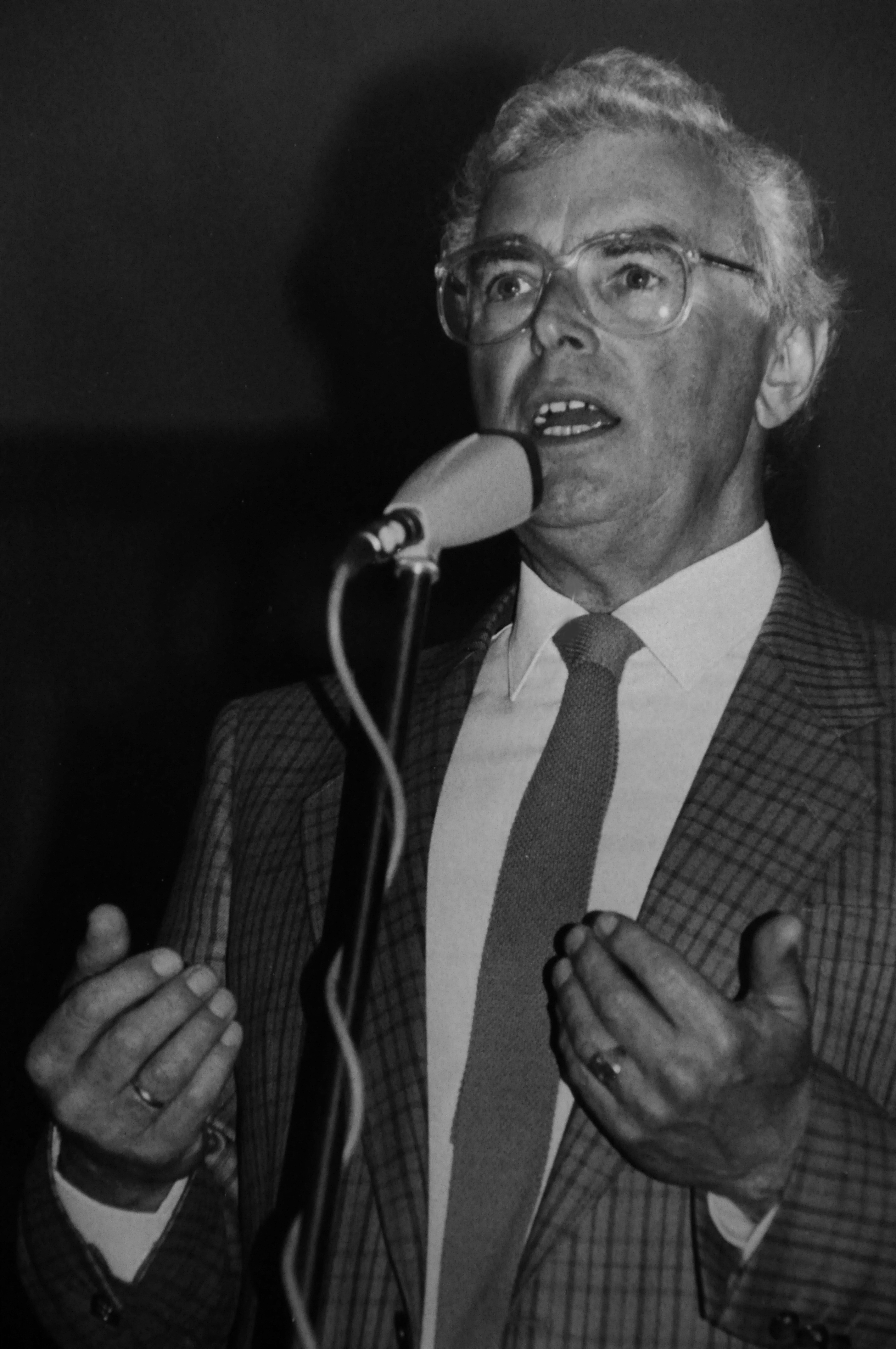
Herman Broekhuizen,
geboren in 1922

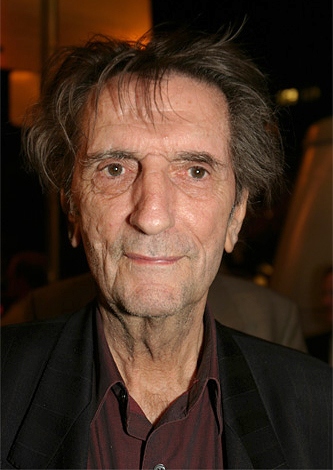
Harry Dean Stanton,
geboren in 1926

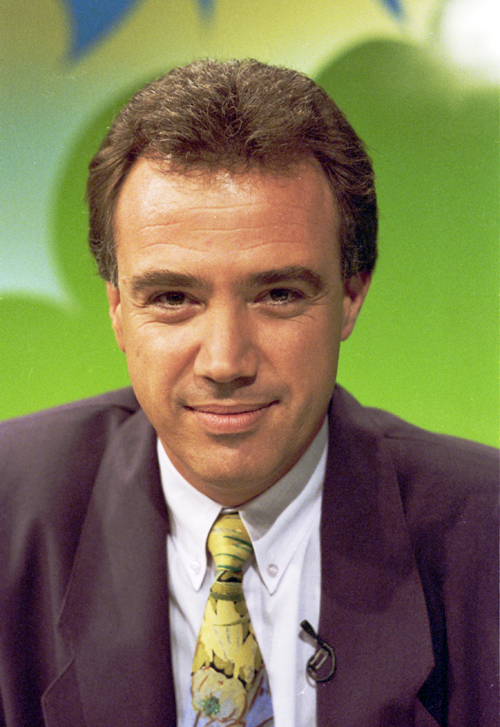
Edvard Niessing,
geboren in 1948

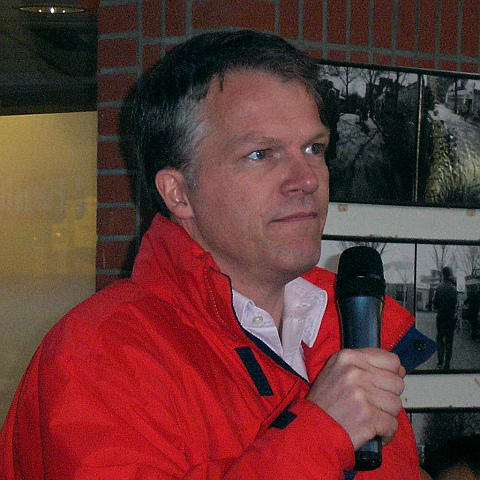
Wouter Bos,
geboren in 1963

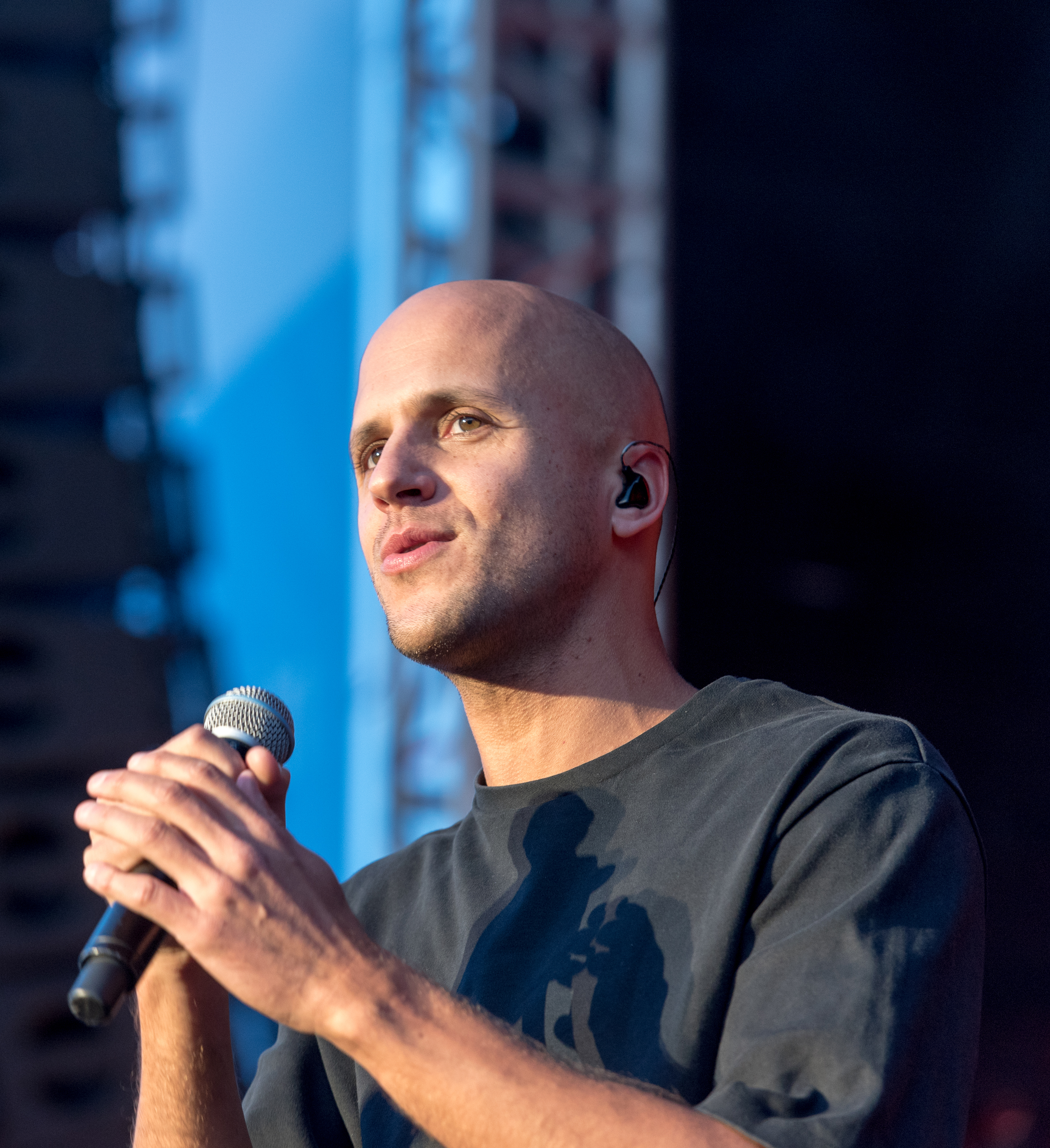
Milow,
geboren in 1981

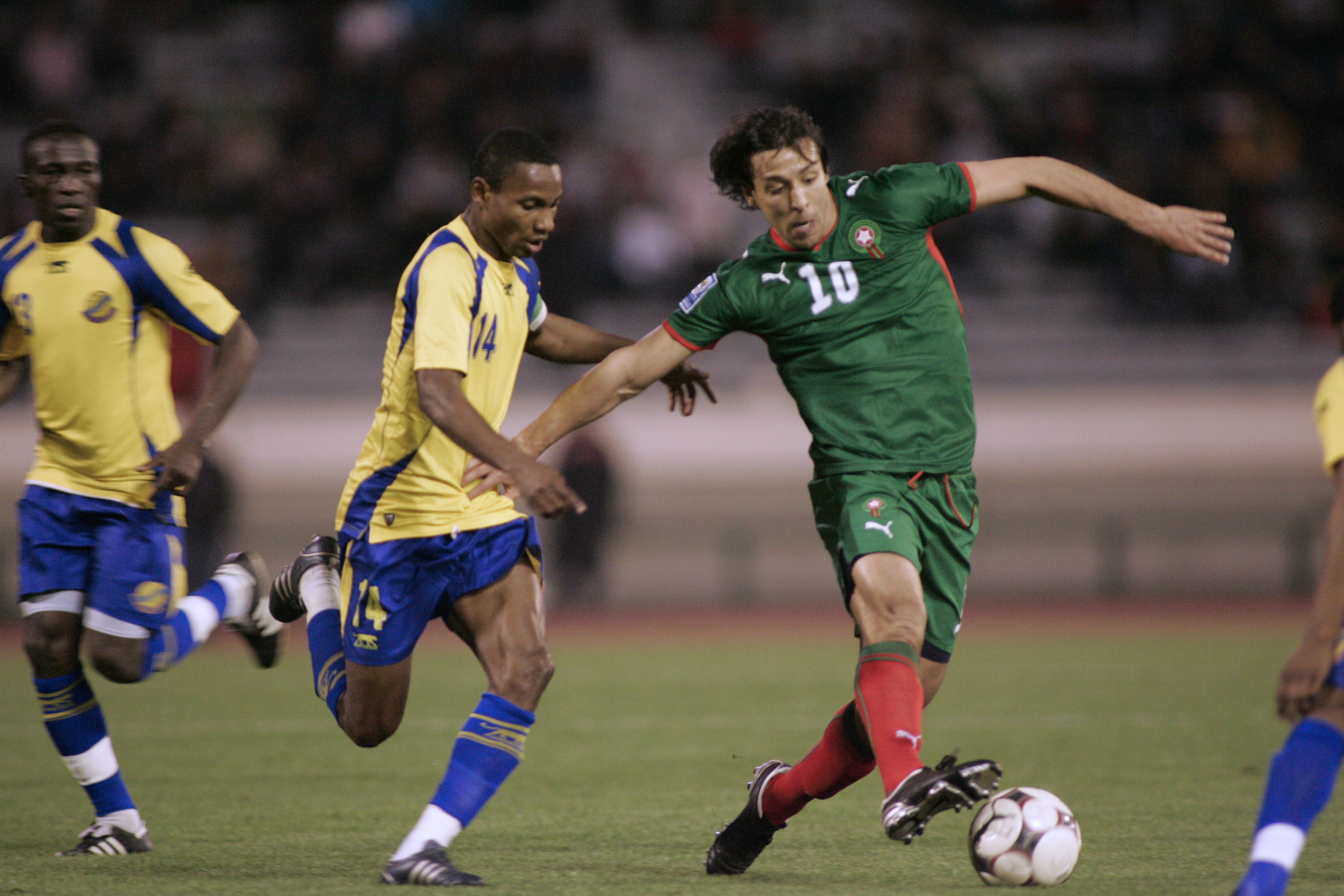
Mounir El Hamdaoui,
geboren in 1984

- 926 - Murakami, keizer van Japan (overleden 967)
- 1454 - Angelo Poliziano, Italiaans humanist (overleden 1494)
- 1487 - Sjah Ismail I van Perzië, Sjah van Perzië uit de dynastie der Safawieden (overleden 1524)
- 1602 - Jules Mazarin, Frans staatsman en kardinaal (overleden 1661)
- 1610 - Ferdinando II de' Medici, groothertog van Toscane (overleden 1670)
- 1743 - Gavrila Derzjavin, Russisch dichter (overleden 1816)
- 1830 - Henry Bird, Brits schaker (overleden 1908)
- 1847 - Edouard Willems, Belgisch notabele (overleden 1927)
- 1857 - Vittorio Amedeo Ranuzzi de' Bianchi, Italiaans curiekardinaal (overleden 1927)
- 1858 - Emmeline Pankhurst, een van de oprichters van de Britse suffragettebeweging (overleden 1928)
- 1862 - Gustav Klimt, Oostenrijks symbolistisch schilder (overleden 1918)
- 1867 - Ferdinand Küchler, Duits violist en componist (overleden 1937)
- 1885 - Sisavang Vong, koning van Luang Prabang (overleden 1959)
- 1887 - Alexis Ahlgren, Zweeds atleet (overleden 1969)
- 1887 - Willem Winkelman, Nederlands atleet (overleden 1990)
- 1888 - Odiel Defraeye, Belgisch wielrenner (overleden 1965)
- 1889 - Ante Pavelić, Kroatisch fascistenleider (overleden 1959)
- 1890 - Ossip Zadkine, Frans-Russisch beeldend kunstenaar (overleden 1967)
- 1894 - Dave Fleischer, Amerikaans tekenfilmmaker (overleden 1979)
- 1896 - Ferdinando Giuseppe Antonelli, Italiaans curiekardinaal (overleden 1993)
- 1896 - Ru Paré, Nederlands verzetsstrijdster en kunstschilderes (overleden 1972)
- 1897 - Clemens van Lamsweerde, Nederlands baron, jurist en kunstenaar (overleden 1972)
- 1897 - Plaek Pibul Songkram, minister-president van Thailand (overleden 1964)
- 1902 - Moderato Wisintainer, Braziliaans voetballer (overleden 1986)
- 1903 - Henri Cockuyt, Belgisch atleet (overleden 1993)
- 1907 - Chico Landi, Braziliaans autocoureur (overleden 1989)
- 1908 - Joseph Kotalla, Duits oorlogsmisdadiger (overleden 1979)
- 1909 - Alejandro Morera, Costa Ricaans voetballer en politicus (overleden 1995)
- 1910 - William Hanna, Amerikaans producent, regisseur en tekenaar van tekenfilms (onder andere The Flintstones) (overleden 2001)
- 1912 - Woody Guthrie, Amerikaans folkmuzikant (overleden 1967)
- 1913 - Gerald Ford, 38ste president van de Verenigde Staten (overleden 2006)
- 1913 - René Llense, Frans voetbaldoelman (overleden 2014)
- 1913 - Frits van Turenhout, Nederlands radio-omroeper (overleden 2004)
- 1914 - Béatrix Beck, Belgisch-Frans schrijfster (overleden 2008)
- 1914 - Kenneth Bancroft Clark, Amerikaans psycholoog en activist voor rassenintegratie (overleden 2005)
- 1914 - Wim Hora Adema, Nederlands journaliste en feministe (overleden 1998)
- 1916 - Jan Mertens, Nederlands vakbondsbestuurder (overleden 2000)
- 1918 - Ingmar Bergman, Zweeds filmregisseur (overleden 2007)
- 1918 - Jay Forrester, Amerikaans wetenschapper (overleden 2016)
- 1919 - Janneke Johanna Landman, voorvechter voor de dovenwereld (overleden 2007)
- 1919 - Lino Ventura, Frans-Italiaans acteur (overleden 1987)
- 1920 - Marijohn Wilkin, Amerikaans songwriter en zangeres (overleden 2006)
- 1921 - Sixto Durán-Ballén, Ecuadoraans president (overleden 2016)
- 1922 - Herman Broekhuizen, Nederlands kinderkoordirigent, radioprogrammamaker, tekstschrijver en componist (overleden 2012)
- 1922 - Elfriede Rinkel, Duits kampbewaakster tijdens de Tweede Wereldoorlog (overleden 2018)
- 1922 - Gérson dos Santos, Braziliaans voetballer (overleden 2002)
- 1923 - Ernst Sillem, Nederlands Engelandvaarder (overleden 2020)
- 1924 - Val Avery, Amerikaans acteur (overleden 2009)
- 1924 - James Whyte Black, Schots farmacoloog en Nobelprijswinnaar (overleden 2010)
- 1925 - Francisco Álvarez Martínez, Spaans kardinaal-aartsbisschop van Toledo (overleden 2022)
- 1926 - Harry Dean Stanton, Amerikaans filmacteur (overleden 2017)
- 1928 - Pál Benkő, Hongaars schaker (overleden 2019)
- 1928 - Dave Power, Australisch atleet (overleden 2014)
- 1929 - Paul De Keersmaeker, Belgisch politicus (overleden 2022)
- 1930 - Polly Bergen, Amerikaans actrice (overleden 2014)
- 1930 - James Fifer, Amerikaans roeier (overleden 1986)
- 1930 - Werner Van Cleemput, Belgisch componist (overleden 2006)
- 1932 - Jan Derksen, Nederlands operazanger, bariton (overleden 2004)
- 1932 - Del Reeves, Amerikaans countryzanger en komiek (overleden 2007)
- 1933 - Frans van Beieren, Duits edelman; hoofd Huis Wittelsbach
- 1934 - Lee Friedlander, Amerikaans fotograaf en kunstenaar
- 1934 - Marcel Gotlib, Frans striptekenaar, -schrijver en -uitgever (overleden 2016)
- 1935 - Donald Arnold, Canadees roeier (overleden 2021)
- 1935 - Ei-ichi Negishi, Japans chemicus en Nobelprijswinnaar (overleden 2021)
- 1936 - Marisa Allasio, Italiaans actrice
- 1936 - Hannie Bruinsma-Kleijwegt, Nederlands burgemeester (overleden 2021)
- 1938 - John Schneider, Amerikaans autocoureur
- 1939 - Marcel Boisard, Zwitsers diplomaat (overleden 2024)
- 1939 - Karel Gott, Tsjechisch schlagerzanger (overleden 2019)
- 1941 - Wilfried Geeroms, Belgisch atleet en atletiektrainer (overleden 1999)
- 1942 - Roger H. Schoemans, Belgisch schrijver
- 1942 - Javier Solana, Spaans politicus
- 1943 - Mariëlle Fiolet, Nederlands actrice
- 1943 - Jean-Marie Léonard, Belgisch politicus (overleden 2021)
- 1943 - Christopher Priest, Brits sciencefictionschrijver (overleden 2024)
- 1944 - Aad Mansveld, Nederlands voetballer en voetbaltrainer (overleden 1991)
- 1944 - Ced Ride, Curaçaos zanger en kunstschilder (overleden 2021)
- 1944 - Walter Tournier, Uruguayaans maker van met name animatiefilms
- 1945 - Pablo Forlán, Uruguayaans voetballer
- 1945 - Jim Gordon, Amerikaans muzikant (overleden 2023)
- 1946 - Garmt Bouwman, Nederlands organist en componist
- 1946 - Vincent Pastore, Amerikaans-Italiaans acteur
- 1947 - Phil Carpenter, Brits motorcoureur
- 1948 - Josine van Dalsum, Nederlands actrice (overleden 2009)
- 1948 - Goodwill Zwelithini kaBhekuzulu, Zuid-Afrikaans Zoeloekoning (overleden 2021)
- 1948 - Edvard Niessing, Nederlands radio- en televisiepresentator
- 1950 - Mario Osbén, Chileens voetbaldoelman (overleden 2021)
- 1952 - Hans Erkens, Nederlands voetballer
- 1952 - Ramón Fonseca Mora, Panamees zakenman en advocaat (overleden 2024)
- 1953 - Marieke van der Pol, Nederlands actrice en (scenario)schrijfster
- 1956 - Henck van Dijck, Nederlands kunstenaar/ontwerper
- 1957 - Mieke Pullen, Nederlands atlete (overleden 2003)
- 1958 - José Luis Russo, Uruguayaans voetballer
- 1961 - Unsuk Chin, Zuid-Koreaans componiste
- 1962 - Patricio Toledo, Chileens voetballer
- 1963 - Wouter Bos, Nederlands politicus
- 1963 - Helmut Cardon, Nederlands schaker
- 1965 - Margôt Ros, Nederlands actrice en regisseuse
- 1966 - Owen Coyle, Iers voetballer en voetbalcoach
- 1966 - Matthew Fox, Amerikaans acteur
- 1966 - Christel de Laat, Nederlands cabaretière
- 1966 - Katja Thater, Duits pokerspeelster
- 1966 - Ralf Waldmann, Duits motorcoureur (overleden 2018)
- 1967 - Karsten Braasch, Duits tennisser
- 1968 - Monique van de Griendt, Nederlands schaakster
- 1970 - Natalja Misjkoetjonok, Russisch kunstschaatsster
- 1971 - Howard Webb, Brits voetbalscheidsrechter
- 1972 - Manfred Weber, Duits (euro)politicus
- 1973 - Halil Mutlu, Bulgaars-Turks gewichtheffer
- 1974 - David Mitchell, Brits acteur
- 1975 - Amy Acuff, Amerikaans atlete
- 1975 - Taboo, Amerikaanse rapper
- 1976 - Shabana Rehman Gaarder, Pakistaans-Noors stand-upcomedian, schrijfster en columniste (overleden 2022)
- 1977 - Adil Ramzi, Marokkaans voetballer
- 1977 - Victoria, kroonprinses van Zweden
- 1978 - Nadja Nooijen Nederlands zangeres
- 1979 - Matt Halliday, Nieuw-Zeelands autocoureur
- 1979 - Sioen, Belgisch zanger
- 1979 - Artur Soares Dias, Portugees voetbalscheidsrechter
- 1980 - Christian Dingert, Duits voetbalscheidsrechter
- 1980 - Kenia Sinclair, Jamaicaans atlete
- 1980 - Giuseppe Vives, Italiaans voetballer
- 1980 - Joy Wielkens, Nederlands actrice en zangeres
- 1981 - Matti Hautamäki, Fins schansspringer
- 1981 - Ádám Horváth, Hongaars schaker
- 1981 - Jelena Lolović, Servisch alpineskiester
- 1981 - Milow, Belgisch zanger
- 1983 - Igor Andrejev, Russisch tennisser
- 1983 - Olga Fjodorova, Russisch atlete en bobsleester
- 1983 - Nelson Moraïs, Belgisch zanger
- 1984 - Mounir El Hamdaoui, Nederlands voetballer
- 1984 - Samir Handanovič, Sloveens voetballer
- 1984 - Otar Martsvaladze, Georgisch voetballer
- 1985 - Senne Dehandschutter, Belgisch acteur
- 1985 - Oleksandr Pjatnytsja, Oekraïens atleet
- 1986 - Rafael Berger, Braziliaans voetballer
- 1986 - Dan Smith, Brits zanger en pianist
- 1986 - Marina Vondeling, Nederlands politica  (PVV)
- 1987 - Adam Johnson, Engels voetballer
- 1987 - Dan Reynolds, Amerikaanse singer-songwriter en producer
- 1987 - Ryan Sweeting, Amerikaans tennisser
- 1988 - Travis Ganong, Amerikaans alpineskiër
- 1988 - Conor McGregor, Iers MMA-vechter
- 1988 - Daphne Paelinck, Belgisch actrice
- 1988 - Jérémy Stravius, Frans zwemmer
- 1989 - Jonathan Nordbotten, Noors alpineskiër
- 1990 - Federica Brignone, Italiaans alpineskiester
- 1990 - Ian Nepomniachtchi, Russisch schaakgrootmeester
- 1991 - Inge van Caspel, Nederlands handboogschutter
- 1991 - Rossella Fiamingo, Italiaans schermster
- 1992 - Bryce Bennett, Amerikaans alpineskiër
- 1993 - Vladimir Zografski, Bulgaars schansspringer
- 1994 - John McPhee, Schots motorcoureur
- 1995 - Serge Gnabry, Duits voetballer
- 1995 - Flo Windey, Belgisch presentatrice
- 1997 - Filippa Angeldahl, Zweeds voetbalster
- 2000 - Cecilie Johansen, Deens voetbalster
- 2000 - Stanislava Konstantinova, Russisch kunstschaatsster
- 2003 - Senna Koeleman, Nederlands voetbalster
- 2004 - Hugo Deenen, Nederlands voetballer
- 2010 - Tijn Kolsteren, Nederlands fondsenwerver (overleden 2017)

## Overleden

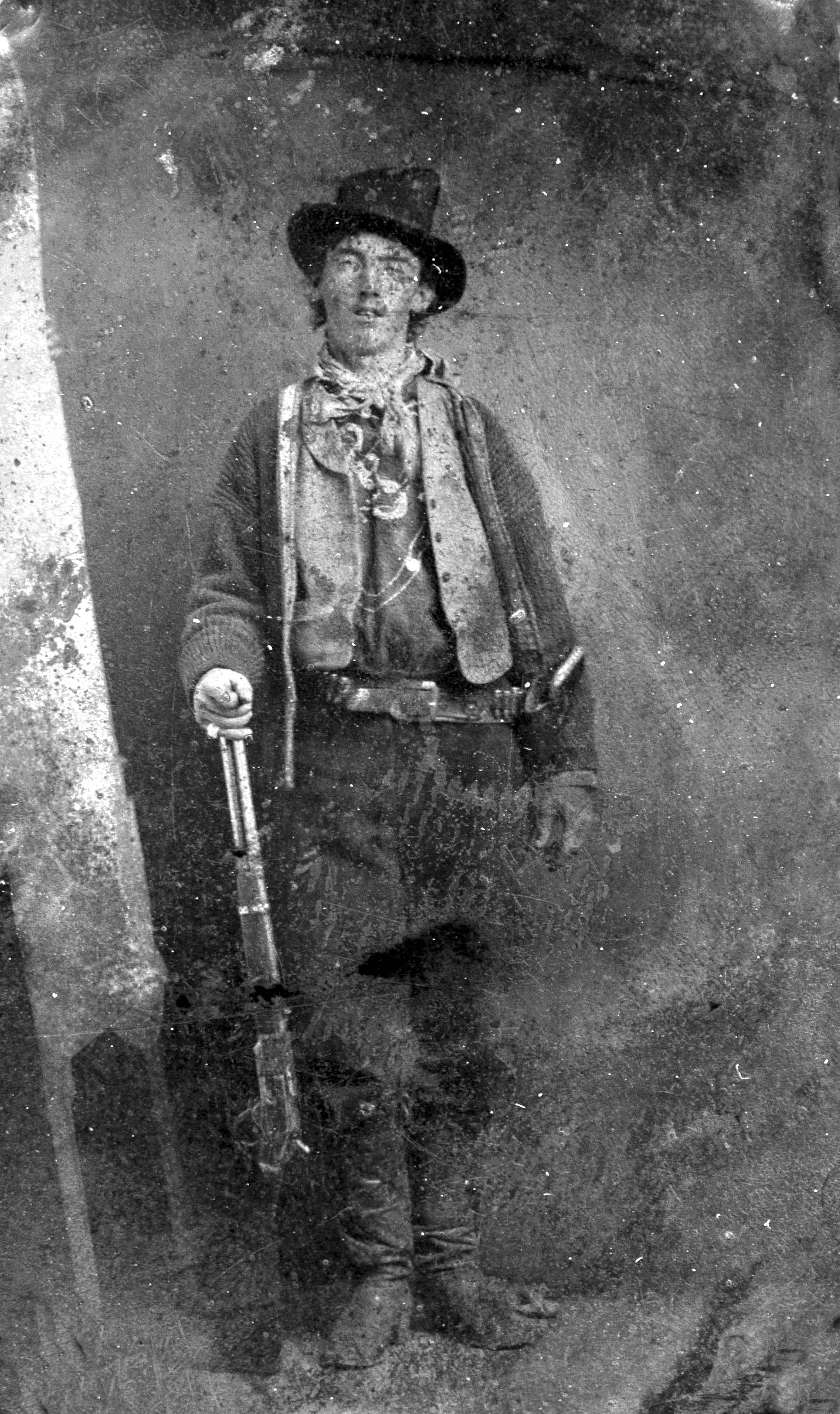
Billy the Kid
overleden in 1881

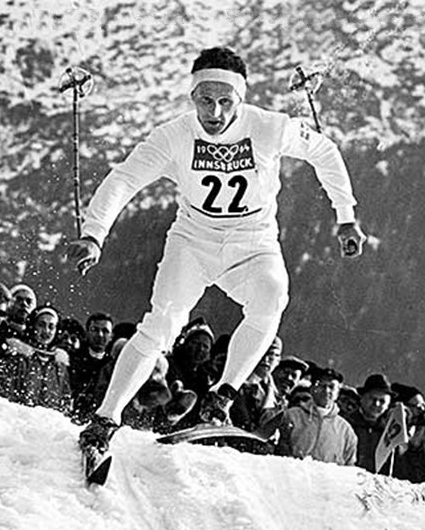
Sixten Jernberg
overleden in 2012

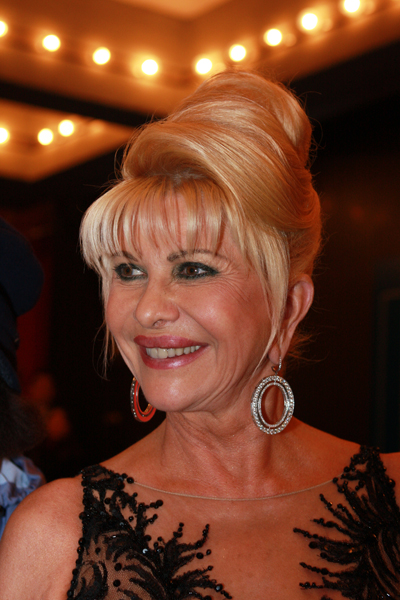
Ivana Trump
overleden in 2022

- 664 - Earconbert, Angelsaksisch koning
- 677 - Vincentius Madelgarius (70), Frankisch graaf
- 1223 - Filips II van Frankrijk (57)
- 1614 - Camillus de Lellis (64), Italiaans geestelijke
- 1676 - Simon Grundel-Helmfelt (58), Zweeds maarschalk en baron
- 1711 - Johan Willem Friso van Nassau-Dietz (23), prins van Oranje, stadhouder van Friesland en Groningen
- 1816 - Francisco de Miranda (66), Zuid-Amerikaanse generaal, revolutionair en vrijheidsstrijder
- 1817 - Madame de Staël, (51) Frans schrijfster
- 1827 - Augustin Jean Fresnel, (39) Frans natuurkundige
- 1875 - Guillaume-Henri Dufour (87), Zwitsers generaal en topograaf
- 1881 - Billy the Kid (21), Amerikaans crimineel
- 1904 - Paul Kruger (78), leider van de Zuid-Afrikaanse Boeren en president van Transvaal
- 1907 - William Henry Perkin (69), Brits scheikundige
- 1917 - Ludwig Drescher (35), Deens voetballer
- 1917 - Octave Lapize (29), Frans wielrenner
- 1933 - Francisco Viñas (70), Spaans tenor van Catalaanse afkomst
- 1934 - Willo Welzenbach (34), Duits bergbeklimmer
- 1939 - Heva Coomans (79), Belgisch kunstschilder
- 1942 - Neel Doff (84), Nederlands schrijfster
- 1943 - Luz Long (30), Duits atleet
- 1947 - Ercole Olgeni (63), Italiaans roeier
- 1951 - Jean Achard (32), Frans autocoureur
- 1954 - Jacinto Benavente (87), Spaans schrijver
- 1957 - Herbert MacKay-Fraser (30), Amerikaans autocoureur
- 1957 - Bill Whitehouse (48), Brits autocoureur
- 1965 - Adlai Stevenson (65), Amerikaans politicus
- 1966 - Julie Manet (87), Frans kunstschilder
- 1968 - Konstantin Paustovski (76), Russisch schrijver
- 1970 - Luis Mariano (65), Spaans-Baskisch zanger
- 1986 - Raymond Loewy (92), Amerikaans industrieel ontwerper
- 1990 - Walter Sedlmayr (64), Duits acteur
- 1993 - Léo Ferré (76), Frans zanger en dichter
- 1994 - Jeanne Bieruma Oosting (96), Nederlands beeldend kunstenares
- 2002 - Joaquín Balaguer (95), Dominicaans politiek leider
- 2003 - Éva Janikovszky (77), Hongaars kinderboekenschrijfster
- 2005 - Tilly Fleischer (93), Duits atlete
- 2005 - Cicely Saunders (87), Brits arts en voor promotor van hospices en palliatieve zorg
- 2006 - Senne Rouffaer (80), Belgisch acteur en regisseur
- 2008 - Gaston Compère (83), Waals-Belgisch filoloog, (toneel)schrijver, essayist en dichter
- 2008 - Riek Schagen (94), Nederlands actrice en kunstschilderes
- 2009 - Phyllis Gotlieb (83), Canadees schrijfster
- 2009 - Heinrich Schweiger (77), Oostenrijks acteur
- 2009 - Zbigniew Zapasiewicz (74), Pools acteur
- 2010 - Mădălina Manole (43), Roemeens zangeres
- 2010 - Gene Ludwig (73), Amerikaans jazzorganist
- 2011 - Leo Kirch (84), Duits mediamagnaat
- 2011 - Jaime Lopez (77), Filipijns politicus
- 2011 - Wiek Röling (75), Nederlands architect
- 2012 - Norbert Berger (66), Duits schlagerzanger
- 2012 - Sixten Jernberg (83), Zweeds langlaufer
- 2013 - Dennis Burkley (67), Amerikaans acteur
- 2014 - Alice Coachman (90), Amerikaans atlete
- 2015 - Véronique Cornet (46), Belgisch politica
- 2016 - Helena Benitez (102), Filipijns politica
- 2016 - Péter Esterházy (66), Hongaars schrijver
- 2016 - Lisa Gaye (81), Amerikaans actrice, zangeres en danseres
- 2017 - Maryam Mirzakhani (40), Iraans wiskundige
- 2018 - Theo-Ben Gurirab (80), Namibisch premier
- 2021 - Christian Boltanski (76), Frans beeldend kunstenaar
- 2021 - Mamnoon Hussain (80), Pakistaans zakenman en politicus
- 2021 - Ced Ride (77), Curaçaos zanger en kunstschilder
- 2021 - Kurt Westergaard (86), Deens cartoonist
- 2021 - Joop van Zon (88), Nederlands dirigent en pianist
- 2022 - Jürgen Heinsch (82), Duits voetballer
- 2022 - Evert van Hemert (70), Nederlands beeldhouwer
- 2022 - Pleun Strik (78), Nederlands voetballer
- 2022 - Ivana Trump (73), Tsjechisch-Amerikaans model en zakenvrouw
- 2023 - Albert Eschenmoser (97), Zwitsers chemicus
- 2025 - Bob Hiensch (77), Nederlands diplomaat en voorlichter
- 2025 - John F. MacArthur (86), Amerikaans predikant en auteur
- 2025 - Fauja Singh (114, niet geverifieerd), Brits-Indiaas marathonloper

## Viering/herdenking

Quatorze Juillet

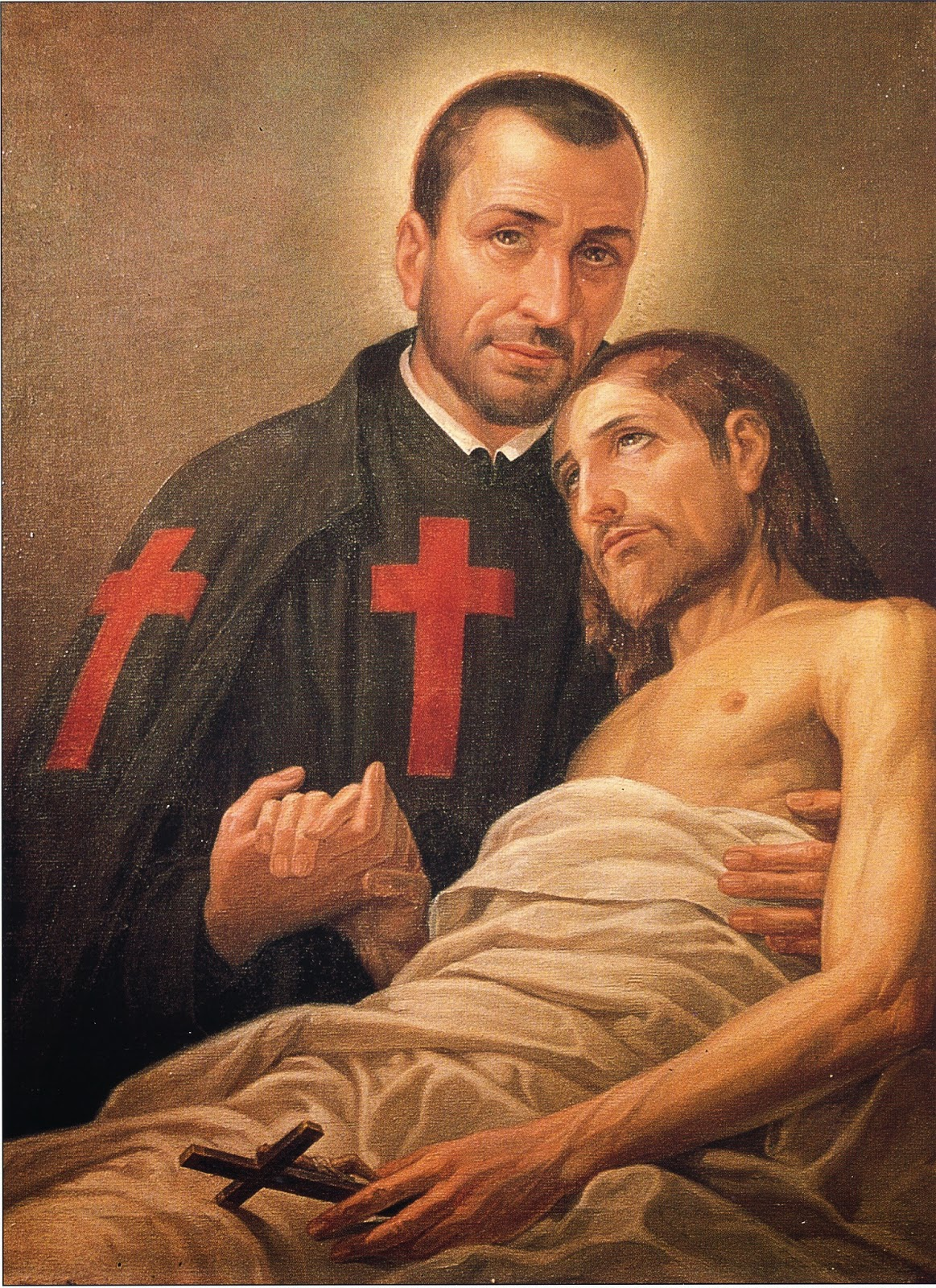
Camillus de Lellis

- Frankrijk: Quatorze Juillet, de viering van de Franse Revolutie
- Irak: Dag van de Republiek, herdenking van de revolutie van 1958
- Rooms-katholieke kalender:
  - Heilige Camiel de Lellis († 1614) - Vrije Gedachtenis
  - Heilige Ulrich van Zell († 1093)
  - Heiligen Libertus (van Vlaanderen) en Goswin van Sint-Truiden († 783)
  - Heilige Marchelm van Oldenzaal († 762) - Gedachtenis (in aartsbisdom Utrecht en bisdom Haarlem-Amsterdam)
  - Heilige Franciscus Solanus († 1610)
  - Heilige Focas van Sinope († 117)
  - Heilige Marcellinus van Deventer († 762)
  - Heilige Kateri Tekakwitha († 1680)
  - Heilige Vincentius Madelgarius († 677)

## Weerextremen

### Nederland
| | Officiële records | Officiële records | Officiële records |      | Landelijke records | Landelijke records | Landelijke records |
| Gebeurtenis | Jaar              | Extreem           | Locatie           | Jaar | Extreem            | Locatie            |                    |
| --- | ----------------- | ----------------- | ----------------- | ---- | ------------------ | ------------------ | ------------------ |
| Laagste etmaalgemiddelde temperatuur (°C) | 1919              | 11,2              | De Bilt           |      | 1919               | 9,5                | Eelde              |
| Hoogste etmaalgemiddelde temperatuur (°C) | 1982              | 24,4              | De Bilt           |      | 1923               | 26,2               | Eelde              |
| Laagste minimumtemperatuur (°C) | 1903              | 5,4               | De Bilt           |      | 1919               | 3,6                | Eelde              |
| Hoogste minimumtemperatuur (°C) | 1967              | 18,2              | De Bilt           |      | 1923               | 19,9               | Maastricht         |
| Laagste maximumtemperatuur (°C) | 1970              | 15,8              | De Bilt           |      | 1919               | 12,6               | De Kooy            |
| Hoogste maximumtemperatuur (°C) | 1982              | 32,1              | De Bilt           |      | 2010               | 32,9               | Arcen              |
| Hoogste uurgemiddelde windsnelheid (m/s) | 1933, 1975        | 9,8               | De Bilt           |      | 2011               | 20,0               | Hoek van Holland   |
| Hoogste windstoot (m/s) | 1953              | 19,5              | De Bilt           |      | 2010               | 34,0               | Volkel             |
| Langste zonneschijnduur (uur) | 1990              | 15,2              | De Bilt           |      | 2003               | 15,3               | Leeuwarden         |
| Langste neerslagduur (uur) | 2011              | 20,5              | De Bilt           |      | 2011               | 22,9               | De Kooy            |
| Hoogste etmaalsom van de neerslag (mm) | 2011              | 47,5              | De Bilt           |      | 2011               | 75,3               | Rotterdam          |
| Laagste etmaalgemiddelde relatieve vochtigheid (%) | 2003              | 54                | De Bilt           |      | 1912               | 42                 | Maastricht         |
| Laagste uurwaarde luchtdruk op zeeniveau (hPa) | 2012              | 999,4             | De Bilt           |      | 2012               | 997,7              | Leeuwarden         |
| Hoogste uurwaarde luchtdruk op zeeniveau (hPa) | 2006              | 1032,0            | De Bilt           |      | 2006               | 1033,5             | Vlieland           |
| Officiële records worden altijd gemeten op het KNMI-weerstation in De Bilt. Landelijke records kunnen worden gemeten op elk officieel KNMI-weerstation in Nederland. |                   |                   |                   |      |                    |                    |                    |

Uitzonderlijke gebeurtenissen
- 1919 - Landelijk maandrecord laagste etmaalgemiddelde temperatuur in °C van juli gemeten in Eelde: 9,5
- 1923 - Laatste officiële tropische dag van het jaar (maximumtemperatuur ≥ 30 °C in De Bilt)
- 1926 - Officieel hoogste minimumtemperatuur in °C van het jaar gemeten in De Bilt: 16,6
- 1945 - Eerste officiële tropische dag van het jaar (maximumtemperatuur ≥ 30 °C in De Bilt)
- 1967 - Officieel hoogste minimumtemperatuur in °C van het jaar gemeten in De Bilt: 18,2
- 1985 - Officieel hoogste minimumtemperatuur in °C van het jaar gemeten in De Bilt: 18,1
- 1985 - Eerste en enige officiële tropische dag van het jaar (maximumtemperatuur ≥ 30 °C in De Bilt)
- 2011 - Officieel maandrecord langste neerslagduur in uren van juli gemeten in De Bilt: 20,5. Samen met 17 juli 1954
- 2011 - Landelijk maandrecord langste neerslagduur in uren van juli gemeten in De Kooy: 22,9

### België
Dagrecords
- 1919 - Laagste etmaalgemiddelde temperatuur 12,2 °C
- 1945 - Hoogste etmaalgemiddelde temperatuur 25,5 °C
- 1903 - Laagste minimumtemperatuur 6,7 °C
- 1945 - Hoogste maximumtemperatuur 32,3 °C
- 2011 - Laagste maximumtemperatuur 14,3 °C
- 1970 - Hoogste etmaalsom van de neerslag 20,9 mm

Uitzonderlijke gebeurtenissen
- 1928 - Maximumtemperatuur 37,8 °C in Rochefort.
- 1962 - 80 mm neerslag in Sint-Niklaas.
- 2010 - Hevige onweersbuien zorgen voor windstoten tot 137 km/u in Elsenborn (Bütgenbach) en voor valwinden in de streek van Ciney.
- 2011 - Maximumtemperatuur 9,1 °C in Mont-Rigi (Weismes).
- 2021 - Overstromingen van juli 2021.

<< · 1 · 2 · 3 · 4 · 5 · 6 · 7 · 8 · 9 · 10 · 11 · 12 · 13 · 14 · 15 · 16 · 17 · 18 · 19 · 20 · 21 · 22 · 23 · 24 · 25 · 26 · 27 · 28 · 29 · 30 · 31 · >>